# Języki malajskie
Języki malajskie – grupa bliżej spokrewnionych języków austronezyjskich używanych przede wszystkim w Indonezji, Malezji, południowej Tajlandii oraz w Brunei i Singapurze. Poza standardowym językiem malajskim (i indonezyjskim) obejmuje szereg lokalnych języków rozpowszechnionych na terenie tych krajów. W niektórych regionach mają charakter autochtoniczny (są językami społeczności malajskich), a niektóre z nich rozwinęły się wskutek kontaktów handlowych i międzyetnicznych. Według jednej z propozycji do języków malajskich należy łącznie ponad 50 języków lub kompleksów dialektalnych.
Tradycyjne siedlisko języków malajskich obejmuje obszary lądowe wokół Morza Południowochińskiego, a konkretniej wyspę Sumatra, zachodnie Borneo i zachodnią Malezję (Półwysep Malajski). O ile zachodnie Borneo bywa uznawane za źródło całej podgrupy malajskiej, to niektórzy badacze określają południową Sumatrę jako kolebkę języka i cywilizacji malajskiej. Z południowej Sumatry wywodzi się najpewniej sam język malajski (w szczególności jako język standardowy i literacki).
Wewnętrzny podział języków malajskich stanowi przedmiot dyskusji lingwistycznej. W toku badań językoznawczych wypracowano różne hipotezy dotyczące ich pochodzenia i klasyfikacji. Ponadto nie istnieje ścisłe rozróżnienie między językami malajskimi (odrębnymi językami austronezyjskimi) a dialektami języka malajskiego (właściwego). Część spośród języków malajskich jest blisko spokrewniona z malajskim właściwym – należą tutaj m.in. kerinci i minangkabau, inne zaś są wyraźnie od niego oddalone (np. iban czy kanayatn). Z perspektywy historycznej i społecznej niektóre z nich są związane z tzw. „światem malajskim” (alam Melayu), ale pozostałe to języki odrębne socjolingwistycznie. Języki malajskie ze wschodniej Indonezji, o słabo określonej proweniencji, bywają rozpatrywane jako języki kreolskie.
Lokalne formy języka malajskiego (bądź języki malajskie) wykazują znacznie większe zróżnicowanie wewnętrzne niż standardy narodowe z Indonezji, Malezji i Brunei . Standard kodów językowych ISO 639-3 odnotowuje istnienie tzw. makrojęzyka malajskiego (kod: msa), w ramach którego grupuje szereg języków malajskich. Wiele z tych odmian (jak np. indonezyjski z Dżakarty, malajski Kupangu czy banjar) – pomimo roli odgrywanej przez języki narodowe – cieszy się silną pozycją na poziomie regionalnym.
Lingwistyczne ujęcie języków malajskich nie obejmuje wszystkich języków Malezji ani Indonezji. W granicach tych krajów funkcjonuje wiele rodzimych języków o dalekim pokrewieństwie z malajskimi czy też całkowicie z nimi niespokrewnionych (przedstawiciele różnych innych grup austronezyjskich oraz języki z rodzin nieaustronezyjskich: języki austroazjatyckie w Malezji i języki papuaskie w Indonezji).
Wiele spośród języków malajskich to zasadniczo języki izolujące, o niezbyt rozbudowanej strukturze morfologicznej. Nieco bardziej złożoną morfologią charakteryzuje się standardowy malajski/indonezyjski. Jednocześnie odmiany potoczne silnie odbiegają od profilu aglutynacyjnego, w który wpisuje się przede wszystkim język standardowy; do zaniku historycznych cech aglutynacyjnych przyczyniło się m.in. przyswajanie malajskiego/indonezyjskiego w charakterze języka drugiego (wraz z porzucaniem języków lokalnych). Do skrajnej redukcji elementów morfologii doszło w przypadku odmian kreolizowanych, których wpływ rzutuje na typologię odmian standardowych.
Próby określenia zewnętrznej klasyfikacji języków malajskich natrafiają na trudności, co jest związane z rolą odgrywaną przez malajski jako źródło zapożyczeń w regionie. Najbliższymi krewnymi języków malajskich są języki czamskie (w tym język aceh). Stosunkowo bliskie związki genetyczne łączą je z językami sundajskim i madurskim. W dalszej kolejności są spokrewnione m.in. z językiem jawajskim. W grupie języków malajskich odnotowano zapożyczenia z języków regionalnych (np. jawajskiego, sundajskiego i balijskiego) oraz języków spoza Azji Południowo-Wschodniej (sanskrytu, arabskiego i angielskiego); istotne są także pożyczki wewnątrzgrupowe (między różnymi językami malajskimi).

## Podział socjolingwistyczny
- Odmiany literackie (standardowe), stanowiące kontynuację klasycznego języka malajskiego (Classical Malay)[23][24]. Są to:
  - standardowy język indonezyjski[c]
  - standardowy język malezyjski
  - standardowy język malajski z Brunei[d]

Odmiany standardowe są wykorzystywane w oficjalnych i formalnych typach komunikacji (edukacja, środki masowego przekazu, polityka itp.). W krajach malajskojęzycznych zaobserwowano ekspansję niektórych odmian potocznych (indonezyjskiego z Dżakarty, malajskiego z Kuala Lumpur), które zyskały charakter ponadregionalny, obok odmian oficjalnych.
- Odmiany handlowe lub pidżynowe – pochodne hipotetycznej pidżynizowanej formy malajskiego, występujące licznie we wschodniej Indonezji (ale używane też w Dżakarcie, Singapurze, Malezji, Papui-Nowej Gwinei oraz na Sri Lance i Wyspach Kokosowych). Powstały w charakterze języków handlowych i środków komunikacji międzyetnicznej, lecz z czasem duża ich część przyjęła się w roli języków ojczystych[13][27]. Należą do nich m.in.:
  - malajski bazarowy[27]
  - malajski amboński[27][28]
  - malajski wysp Banda[29]
  - malajski betawi (dżakarcki)[28]
  - malajski Kupangu[30]
  - malajski miasta Manado[27]
  - malajski papuaski[28]
  - malajski Moluków Północnych[28]
  - malajski Sri Lanki[27]
  - malajski Wysp Kokosowych[27]
  - malajski baba (Baba Malay)[31]

Odmiany handlowe są stosunkowo blisko spokrewnione z odmianami literackimi oraz dialektami południowo-wschodniej Sumatry i zachodniego wybrzeża Półwyspu Malajskiego. Do częstych ich cech należą: uproszczona fonologia, tworzenie liczby mnogiej zaimków osobowych przy użyciu słowa orang („osoba”), wyrażanie aspektu ciągłego przy użyciu ada, zredukowana morfologia (mniejszy zasób afiksów malajskich, obfite użycie czasowników posiłkowych), obecność prefiksu recyprokalnego baku- (we wschodniej Indonezji, pożyczka z języka ternate), szyk possessor-possessum i łącznik punya („mieć”) w konstrukcjach dzierżawczych. Odmiany ze wschodniej Indonezji, ze względu na mnogość wspólnych cech, stanowią wyraźnie odrębną grupę (Eastern Indonesian Malay). Historyczne ich korzenie i uwarunkowania ich rozwoju nie zostały jednak bliżej ustalone.
Niegdyś oddziaływanie bazarowego malajskiego sięgało północno-zachodniej Papui-Nowej Gwinei, ale użycie tego języka znacznie się osłabiło. Dominującym w kraju językiem kontaktowym jest tok pisin.
Malajski Sri Lanki jest prawdopodobnie spokrewniony z malajskim miasta Manado (i innymi odmianami wschodnimi). Jego typologia została jednak silnie przekształcona pod wpływem języka tamilskiego. Odznacza się nietypowym dla zachodnich języków austronezyjskich szykiem zdania SOV (Subject Object Verb). Malajski betawi (dżakarcki) rozwinął się jako język kontaktowy, ale jego przynależność jest niejasna, jako że wykazuje również cechy autochtonicznych języków malajskich. Zaczerpnął elementy takich języków jak balijski, jawajski, sundajski, kreolizowany portugalski i języki chińskie. Dał początek wysoce ekspansywnej dżakarckiej odmianie języka indonezyjskiego.
- Odmiany macierzyste (autochtoniczne) – liczne formy malajskiego (bądź języki malajskie) używane w tradycyjnych społecznościach malajskojęzycznych (przede wszystkim na Półwyspie Malajskim, Sumatrze, Borneo i wyspach Morza Południowochińskiego); są regularnymi pochodnymi języka pramalajskiego[27]. Należą do nich m.in.:
  - minangkabau[27][b]
  - banjar[f]
  - iban[27]
  - kerinci[30]
  - kendayan[27] (kanayatn)[8]
  - malajski stanu Kelantan[27]
  - malajski Larantuki[30][g]
  - malajski miasta Palembang[30]
  - malajski Brunei
  - malajski wyspy Bacan[h]

Niektóre odmiany autochtoniczne (np. język kendayan z Borneo) są genealogicznie oddalone od literackich i handlowych odmian malajskiego. Z kolei inne (np. minangkabau i kerinci z Sumatry) zdążyły się wyodrębnić na poziomie typologicznym i również są klasyfikowane jako oddzielne języki.
Języki banjar i iban to nie tylko języki etniczne Bandżarów i Ibanów, ale także środki komunikacji międzygrupowej w różnych zakątkach Borneo.
Podział ten nie jest ścisły i nie pozwala adekwatnie sklasyfikować każdego języka malajskiego; nie ma też charakteru klasyfikacji genetycznej. Odmiany handlowe wykazują wpływy odmian tradycyjnych, a wiele spośród nich przyjęło się w roli języków macierzystych. Zarówno odmiany tradycyjne, jak i handlowe zostały poddane wpływom literackiego języka malajskiego, uznawanego za normę komunikacji oficjalnej. Niektóre regionalne języki malajskie (np. minangkabau) wykształciły własne formy standardowe lub literackie.
Samo wyodrębnianie języków malajskich również bywa kłopotliwe; zdarza się bowiem, że użytkownicy poszczególnych odmian określają swój język toponimami (zwykle nazwami miejscowości), nie wyróżniając większych bytów językowych. Zjawisko to dotyczy południowej części Sumatry, gdzie poczucie tożsamości malajskiej jest stosunkowo słabe.
Kwestia bliższego umiejscowienia odmian ze wschodniej Indonezji (w kategorii języków kreolskich bądź dialektów/języków malajskich) pozostaje nierozstrzygnięta. Wątpliwości budzi m.in. to, czy pierwotny język handlowy faktycznie był pidżynem, a także zasadność tłumaczenia uproszczeń strukturalnych zjawiskiem kreolizacji (jako że przywoływane cechy występują też w pewnych dialektach zachodnich). Dodatkowo klasyczne pojęcie języków kreolskich jest ściśle związane z ekspansją europejską i niezbyt odpowiada specyfice wcześniejszych kontaktów w regionie. Wschodnioindonezyjskie odmiany malajskiego dają się klasyfikować jako odmiany kontaktowe, które uległy wpływom innych, bliżej niespokrewnionych języków, ale nie przeszły etapu pidżynizacji.